# John Gordon Mein
John Gordon Mein (* 10. September 1913 in Cadiz, Trigg County, Kentucky; † 28. August 1968 in Guatemala-Stadt) war ein Botschafter der Vereinigten Staaten.

## Leben
Anfang 1959 leitete Mein die Abteilung Südwest-Pazifik im US-Außenministerium. 1964 war Mein Stellvertreter des US-Botschafters in Brasilien Lincoln Gordon. Unter dem Motto islands of administrative sanity versuchte die US-Regierung die Regierung von João Goulart in Brasilien zu isolieren. Einerseits wurde die Wirtschaftshilfe der US-Regierung für die brasilianische Bundesregierung unterbrochen. Andererseits wurden ausgewiesene Gegner unter den Gouverneuren der Bundesstaaten mit bis zu 100 Millionen Dollar unterstützt. Mein durfte einen militärischen Beistandspakt mit dem Außenminister General João Augusto de Araújo Castro unterzeichnen.
In der Amtszeit von John Gordon Mein wurde in Guatemala das Abwerfen von Verdächtigen aus Hubschraubern als Maßnahme der asymmetrischen Kriegsführung eingeführt. Im März 1968 war Mario Casariego y Acevedo in einer False-Flag-Aktion entführt worden. In der Folge ernannte Julio César Méndez Montenegro drei beteiligte hochrangige Militärs zu Botschaftern.
John Gordon Mein wurde auf der Avenida Reforma erschossen. Es wird angenommen, dass ein Versuch der Fuerzas Armadas Rebeldes ihn zu entführen, so scheiterte.